# Костино (Подлесный сельсовет, Вологодский район)
Костино — деревня в Вологодском районе Вологодской области.
Входит в состав Подлесного сельского поселения, с точки зрения административно-территориального деления — в Подлесный сельсовет.
Расстояние по автодороге до районного центра Вологды — 28 км, до центра муниципального образования Огарково — 15 км. Ближайшие населённые пункты — Винниково, Семёновское, Дуравино.
По переписи 2002 года население — 6 человек.